# 陳喬恩
陳 喬恩（ジョー・チェン、1979年4月4日 - ）は台湾の女優。

## 来歴
J☆STAR所属の女性アイドルグループ 7Flowers（七朵花、セブンフラワーズ）のサブリーダー。主にTV番組の司会、TVドラマ、音楽活動の3方面にて活躍している。特にTVドラマでは、台湾のドラマ『カエルになった王子様』で主演を務め、他にも多くの作品に出演した。2008年、台湾ドラマ史上、視聴率No.1を記録したラブコメディドラマ『ハートに命中!100%』に主演（女主人公の陳欣怡役）。
現在は、三立テレビ『冒險奇兵』等で司会を務める。
2009年、彼女は下着ブランド「レディース」のイメージキャラクターに就任、
初めてセクシーなボディを披露しました。グリーンのガーゼをまとい、両手を横に振って豊満な胸を強調した姿は、多くの注目を集めました。
2018年1月4日未明、忠孝東路四段から復興南路へ愛車のミニクーパーで赤信号で右折し、台北市政府警察局大安分局の署員に停められた。アルコール検査で0.67mgのアルコールが検出された。本人は自宅で飲酒後、夜食を買いに出たという。台北地検署に拘束されたのち、10万元で保釈された。
2022年3月31日、テレビ番組で知り合った曾偉昌と交際2年半を経て結婚したことを所属事務所が発表した。

## 出演作品

### ドラマ
- 2001年 『ラベンダー』（薰衣草） - 小卉 役
- 2001年 『母雞帶小鴨』
- 2002年 『MVP情人』 - 方亦雪 役
- 2003年 『ふたりのお嬢様!!』（千金百分百） - 梁小鳳 役
- 2004年 『絶体絶命お嬢様!!』（愛上千金美眉） - 艾碧 役
- 2005年 『カエルになった王子様』（王子變青蛙） - 葉天瑜 役
- 2006年 『剪刀石頭布』 - 葉朵麗 役
- 2007年 『桜野学院3+1』（櫻野3加1） - 夏天 役
- 2008年 『ハートに命中!100%』（命中注定我愛你） - 陳欣怡 役
- 2009年 『ハッピーメーカー』（福氣又安康） - 謝福安 役
- 2012年 『シンデレラの法則』（S.O.P女王） - 林曉潔 役
- 2013年 『月下の恋歌 笑傲江湖』（新 笑傲江湖） - 東方不敗 役
- 2013年 『王の女たち〜もうひとつの項羽と劉邦〜』（王的女人） - 呂樂 役
- 2015年 『錦繡緣華麗冒險』 - 榮錦繡/大野洋子 役
- 2015年 『偏偏喜歡你』 - 錢寶寶 役
- 2016年 『嫁個老公過日子』 - 陳佳玉 役
- 2016年 『記憶の森のシンデレラ』（放棄我，抓緊我） - 厲薇薇 役
- 2016年 『鬼吹燈之精絶古城』 - Shirley楊 役
- 2017年 『人間至味是清歡』 - 安清歡 役
- 2017年 『傳奇大亨』 - 玫瑰（田小露）役
- 2019年 『独孤皇后〜乱世に咲く花〜』（独孤皇后） - 独孤伽羅 役

### 映画
- 2011年 『愛の涙』（傾城之淚） ※2012東京／長崎・中国映画週間で上映
- 2014年 『モンキー・マジック 孫悟空誕生』（西遊記之大鬧天宮） - 鉄扇公主 役
- 2014年 『最佳嫌疑人』 - 安琪兒 役
- 2014年 『激浪青春』 - 阮小月 役
- 2014年 『いつか、また』（後會無期） - 周沫 役
- 2015年 『我是女王』 - 陳凱蒂 役
- 2015年 『私の少女時代-OUR TIMES-』（我的少女時代） - 大人になった林真心 役
- 2015年 『既然青春留不住』 - 周蕙 役
- 2015年 『十月初五的月光』 - 琪琪 役
- 2015年 『北京時間』 - 薛雅蘭 役
- 2018年 『市長夫人的秘密』 - 廖妍伶 役
- 2018年 『スーパーティーチャー 熱血格闘』（大師兄） - 梁穎心 役

### 司会
- 2002年 中國那麼大
- 2002年 電子情人
- 2004年 鬥陣俱樂部
- 2005年 冒險奇兵
- 2006年 世界那麼大代班<中國那麼大の改名>
- 2006年 型男大主廚

## 書籍
- 2008年 喬見沒?